# Микелеты
Микелеты (исп. miqueletes) — испанские иррегулярные войска из воинственных и отчасти разбойничавших каталонских горных жителей южных Пиренеев. Их набирали до 1877 года из жителей, в силу старинного права (fueros) свободных от военной службы.

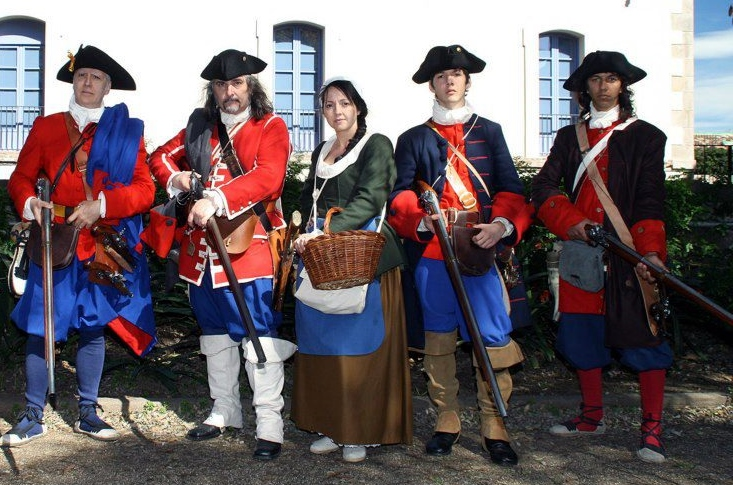
Микелеты периода войны за испанское наследство (историческая реконструкция)

Их название, как предполагается, происходит от Мигуэля или Микелота де Пратса (Miquelot de Prats), каталонского капитана наёмников, бывшего на службе у Чезаре Борджиа.
Микелетов содержали отдельные приходы, а не центральные или провинциальные власти. Они должны были собираться по сигналу деревенского колокола (somaten), поэтому их также называли соматенами (somatenes).
Во время войны за испанское наследство микелеты продолжали борьбу против французского претендента на испанский престол ещё долго после заключения мира.
Во время Пиренейской войны они очень успешно действовали в горах против французских захватчиков. В частности, они действовали крупными массами вблизи Жероны в 1808 и 1809 годах. Французы также набирали микелетов (miquelets français) для противодействия испанским партизанам.